# Chikkonahalli, Kunigal
Chikkonahalli là một làng thuộc tehsil Kunigal, huyện Tumkur, bang Karnataka, Ấn Độ.